# عرضه اولیه سهام

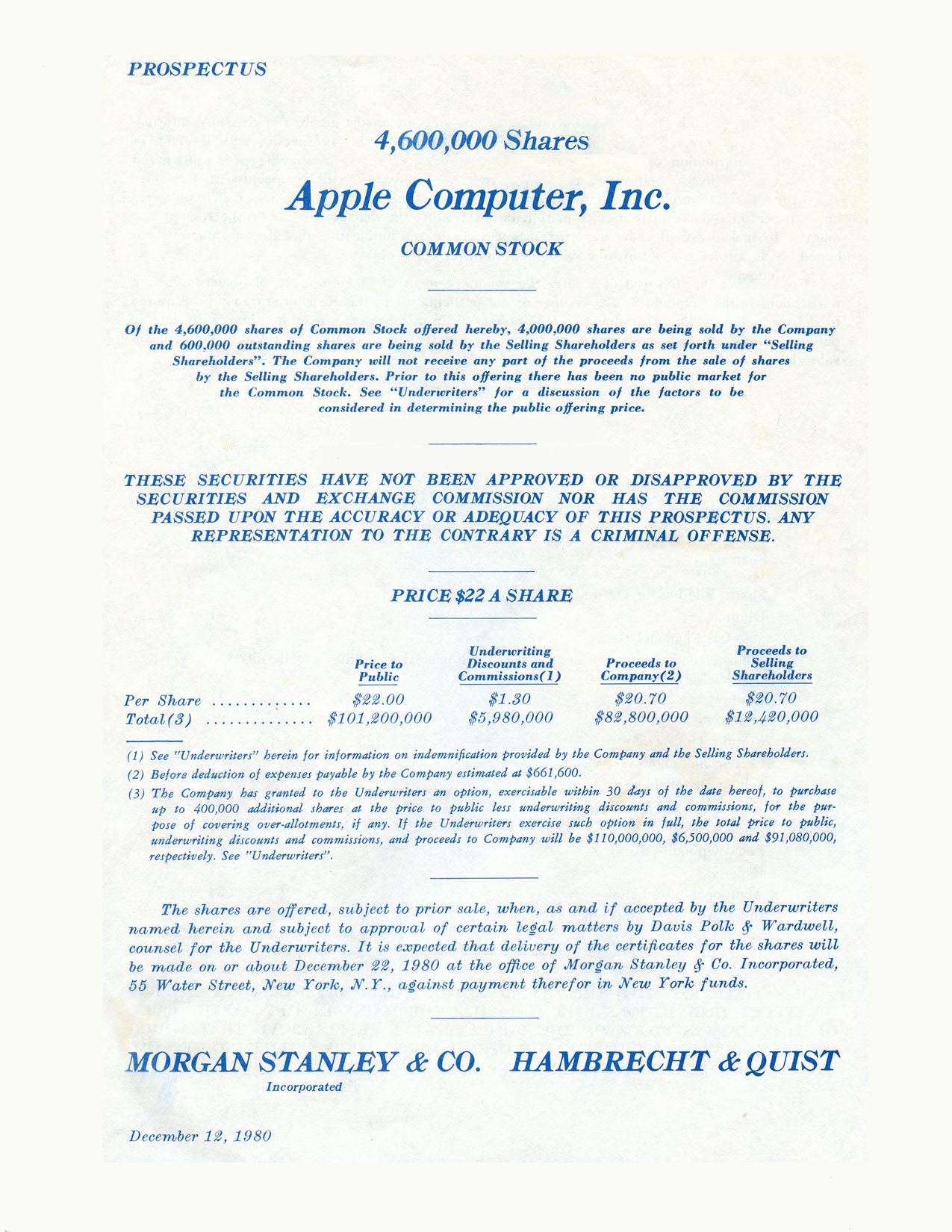
سندی از عرضه اولیه شرکت apple

عرضهٔ اولیهٔ سهام، (به انگلیسی: Initial Public Offerings) که به اختصار با IPO نشان داده می‌شود، عبارت است از نخستین فروش سهام یک شرکت خصوصی که طی آن به یک شرکت عمومی تبدیل می‌شود. عرضهٔ اولیهٔ سهام معمولاً باعث می‌شود بخشی از پول سرمایه‌گذاران به جای خرید سهام موجود، برای خرید سهام نو به کار رود و به این ترتیب، تقاضای مؤثر برای سهام موجود را کاهش دهد در حالی‌که عرضهٔ کل سهام در بازار افزایش یافته‌است. چنین وضعیتی به تنزل قیمت‌ها منجر می‌شود.